# 和歌山県立熊野高等学校
和歌山県立熊野高等学校（わかやまけんりつくまのこうとうがっこう）は、和歌山県西牟婁郡上富田町に所在する公立の高等学校。略称は熊高。

## 概要
熊野高校は農業学校として成立した。特に林業の盛んな地域性に基づき、林業科のある高等学校として独自の地位にあった。

## 沿革
- 1923年3月 - 和歌山県立西牟婁農学校創立（前身は組合立上富田実業学校）。甲種3年制。初代校長に牧野環。
- 1924年4月 - 和歌山県立熊野農林学校と改称。和歌山県立日高農林学校の林業科を分離して本校に併合。
- 1926年2月 - 和歌山県立熊野林業学校と改称。
- 1946年3月 - 和歌山県立熊野農林学校と改称。
- 1948年4月 - 学制改革により、和歌山県立熊野高等学校が設置され、普通科2クラス、農業科、林業科各1クラスの男女共学の総合制高校として発足。
- 1949年4月 - 家庭別科（修業年限1年）を増設。
- 1951年　　　- 校歌を制定する（作詞・佐藤春夫、作曲・大中寅二）。
- 1952年4月 - 家庭別科、募集停止。
- 1953年4月 - 家庭科を新設。
- 1954年4月 - 定時制富田分校を開設。
- 1963年4月 - 和歌山県立南紀高等学校の新設に伴い定時制富田分校を同校に併合。家庭科を家政科に改称。
- 1966年4月 - 農業科、家政科が募集停止。林産製造科、園芸科、生活科を新設。
- 1980年4月 - 林産製造科、募集停止。
- 1992年4月 - 林業科を森林科学科に改編。
- 2001年4月 - 生活科、募集停止。
- 2004年4月 - 全学科募集停止し、総合学科に改編。
- 2008年4月 - 南紀高校から看護科が移管される。

## 設置学科
- 総合学科
  - 系列は「人文科学」「総合ビジネス」「グリーンマスター」「スポーツ健康」「社会福祉」の5つあるが、他の系列の授業も選択できる。
  - 100種類以上の選択科目（文系、理系、看護系進学、商業（簿記、パソコン）環境システム（土木建築系、林業系）、農学、福祉など）がある。ゴルフ、販売士検定、フラワーアレジメントなどの授業もある。
  - 3年で74単位を取得すれば卒業できるが、必履修科目もある。
  - 単位制のため学年区分があまり関係なく、2,3年生が一つの教室で講義を受けることもある。
- 看護科 - 5年制
  - 看護科の設置は和歌山県内唯一。
  - 本科（3年間）、専攻科（2年間）の計5年制。

## クラブ活動

### 体育クラブ
- バレーボール部
- バスケットボール部
- ソフトテニス部
- 卓球部
- ソフトボール部（女子）
- ラグビー部

- 柔道部
- 少林寺拳法部
- 硬式野球部
- 陸上競技部
- 空手道部
- バドミントン部

### 文化クラブ
- 華道部
- 茶道部
- 書道部

- 美術部
- 情報処理部
- 看護研究手話部

### 学校クラブ
- サポーターズリーダー部
- 吹奏楽部
- 放送部

### 農業クラブ
- 農業クラブ執行部
- 園芸部
- 環境部

## 著名出身者

### 芸術・文化・芸能
- 榎木兵衛（俳優）[要出典]
- 宇江敏勝（林業家・作家）
- 坂本冬美（演歌歌手）
- 樫山圭（ドラマー・元MOON CHILD）
- 古家学（シンガーソングライター）
- 硲陽平（お笑い芸人・イシバシハザマ）

### スポーツ

#### 野球
- 辻博司（高校野球指導者 ← 大洋ホエールズ）
- 古谷盛人（中日ドラゴンズ）

#### バレーボール
- 中本葉月（埼玉上尾メディックス ← ヴィクトリーナ姫路）

#### ボブスレー
- 脇田寿雄

#### 陸上競技
- 溝口和洋（槍投げ選手）

#### ラグビー
- 玉置将也（日本体育大学）